# Лампи
Лампи (грч. Λάμπη) је бивша општина на Криту, Грчка. Након реформе локалне самоуправе из 2011.-те, Лампи је део општине Агијос Василијос. Заузима површину 220.836 km2 (85.265 sq mi). Према попису становништва из 2011.-те, ово место има 4,161 становника.